# لایت
لایت (انگلیسی: Light) شرکت برق برزیلی است، که در سال ۱۹۰۴ تأسیس شد.